# Saison 4 de Babylon Berlin
Cet article présente la saison 4 de la série télévisée Babylon Berlin.

## Distribution[1]
- Volker Bruch : Commissaire Gereon Rath
- Liv Lisa Fries : Charlotte Ritter
- Benno Fürmann : Ambassadeur et Colonel Günter Wendt
- Lars Eidinger : Alfred Nyssen
- Hannah Herzsprung : Helga Rath
- Fritzi Haberlandt : Elizabeth Behnke
- Karl Markovics : Samuel Katelbach
- Irene Böhm  : Toni Ritter
- Ivo Pietzcker : Moritz Rath
- Ronald Zehrfeld : Walter Weinftraub
- Meret Becker : Esther Kasabian
- Udo Samel : Ernst Gennat
- Hans-Martin Stier : Albert Grzesinski
- Godehard Giese : Wilhelm Böhm
- Christian Friedel : Reinhold Gräf
- Thorsten Merten : Henning
- Rüdiger Klink : Czerwinski
- Hanno Koffler : Walther Stennes
- Jens Harzer : Dr. Anno Shmidt
- Martin Wuttke : Heymann
- Sebastian Urzendowsky : Max Fuchs
- Mark Ivanir : Abe Gold
- Moisej Bazijan : Grün
- Marie Anne Fliegel : Annemarie Nyssen
- Holger Handtke : Wegener
- Saskia Rosendahl : Malu Seegers
- Jördis Triebel : Dr Völcker
- Peter Jordan : Fred Jacoby
- Trystan Pütter : Hans Litten
- Mišel Matičević (de) : Edgar « L'Arménien »
- Trystan Pütter : Hans Litten
- Ernst Stötzner : le général major Kurt Seegers

## Épisodes
La saison comporte 12 épisodes.

### Épisode 1
Anno prévoit une nouvelle étape dans la séance de thérapie de Gereon. La nuit de la Saint-Sylvestre 1930/31, Charlotte est de garde avec Böhm. Ils sont informés qu'un homme est mort au magasin KaDeWe. Lorsqu'ils arrivent sur les lieux du crime et que Charlotte commence à prendre des photos de la scène, elle reconnaît Toni dans la foule environnante. Celle-ci était en train de cambrioler le magasin quand les policiers sont arrivés et que son ami Benni, a été poussé du toit du grand magasin par un policier de la section 14. Toni a réussi à se cacher et rencontre Moritz pour la première fois.

### Épisode 2
Pour se camoufler, Toni se coupe les cheveux et rejoint son amie Renate dans son ancien immeuble. Esther, se rend sur la tombe d'Edgar avec ses enfants et Walter Weintraub. Le chef de la SA berlinoise Stennes, Gereon et les autres SA ont été arrêtés et emprisonnés. Stennes est conduit en cellule alors que les autres SA sont libérés. Dans le Charlottenburg berlinois, les policiers cherchent des informations sur Toni afin de la capturer. Charlotte veut gagner 1000 marks avec une amie lors d'un marathon de danse et prévoit de partir en vacances. Le manteau de Toni a été trouvé sur les lieux du cambriolage et rapporté au poste de police. Charlotte tente de le camoufler mais Böhm la surprend et empoche la montre en or qu'il trouve dans la poche.
Un homme est retrouvé mort sur un banc du parc, c'était un fonctionnaire chargé d'attribuer des licences de paris. Charlotte examine le cadavre de Benni avec Rudi et le docteur Schwarz. Charlotte dénonce Gereon comme membre de la SA et se fâche avec lui. Gereon discute avec le commissaire de police et Wendt. Le policier Böhm aperçoit Toni alors qu'elle tente de vendre des objets volés et parvient à la capturer. Le rédacteur en chef du journal où travaille Katelbach licencie la moitié de ses employés pour réduire les coûts.

### Épisode 3
L'homme d'affaires Abe Gold s'envole de New York pour Berlin en Zeppelin, déterminé à récupérer le Rothschild Bleu. Gereon interroge Weintraub sur le meurtre d'Oelschläger ; Weintraub révèle que le fonctionnaire a aidé les clubs de lutte de tout Berlin à obtenir des licences de jeu et de club, et que seuls quelques-uns ont profité de sa mort. Gereon rencontre Stennes en prison et l'informe que Hitler a personnellement ordonné que Stennes soit écarté de son poste de direction du parti à Berlin pour avoir désobéi aux ordres la nuit de l'attaque du Kurfürstendamm. Stennes laisse entendre qu'il existe des preuves que Wendt est gay et demande à Gereon de les trouver. Arndt, un ami de Moritz, voit Wendt au parc animalier. Toni se rend chez son amie Renate dont la mère est décédée qui vit très pauvrement. 

### Épisode 4
Le meurtrier de Baïni, Kuschke, participe à une réunion de la Main Blanche, une société secrète qui procède à des exécutions extrajudiciaires de criminels et de pauvres. Lorsque Abe Gold arrive à Berlin à bord du Graf Zeppelin, Malu Seegers retrouve son amant Oskar Kulanin, un espion russe qui se trouvait également sur le dirigeable. Le deuxième jour du marathon de danse, Charlotte est accompagnée de son amant Rudi, un médecin légiste de la police. Il lui raconte que son autopsie a révélé que Benni a été poussé du toit, mais que son patron, le Dr Schwarz, a dissimulé les preuves. Arndt tente de faire chanter Wendt, mais ce dernier voit clair dans son jeu et Arndt exprime son soulagement, car il admire Wendt et n'a agi que sur ordre de Stennes. Sur l'insistance de Wendt, Nyssen oriente son entreprise de construction de fusées vers la production de missiles. Gereon rencontre Katelbach et Litten qui se préparent à un procès pour avoir découvert le mode de fonctionnement de la Schwarze Reichswehr. Leur collaborateur Heynmann soupçonne qu'Oelschläger a été tué en préparation de la manipulation d'un combat de boxe dirigé par Weintraub ; ses soupçons sont confirmés lorsqu'un inconnu force les boxeurs à un faux K.O. du combattant en réalité supérieur, afin d'obtenir un énorme paiement. 

### Épisode 5
Abe Gold s'introduit dans le château de Nyssen et le force à ouvrir le coffre-fort contenant le Rothschild bleu, mais constate que celui-ci a disparu. Gold enlève Helga et jure de la garder en otage jusqu'à ce que la pierre précieuse soit retrouvée. Le procès de Katelbach commence, mais se termine tout aussi rapidement après que les juges ont reçu un mystérieux message. Sans permettre à la défense de présenter des témoins ou des preuves, ils scellent le procès pour le public et condamnent Katelbach et Heynmann à 18 mois de prison pour haute trahison et diffamation dans le cadre d'un procès expéditif. Avant d'être envoyé en prison, Katelbach demande Mme Behnke en mariage. Pendant qu'elle est au procès, l'ami de Toni s'introduit dans la pension de Behnke et vole un jeu de négatifs qui pourraient prouver l'innocence de Katelbach. 
Les billets de paris gagnants pour le combat de boxe de Weintraub ne sont pas encaissés par l'intrigant du combat, mais un autre patron du crime, « Hugo le rouge », est retrouvé tué dans la salle de boxe de Weintraub. Max Fuchs, un subordonné de Weintraub lié au mystérieux commanditaire, commence à prendre des mesures pour reprendre l'entreprise de Weintraub. Gereon confie à Charlotte qu'il a été admis dans la SA dans le cadre d'un plan secret du chef Grzesinski, dans l'espoir de finalement criminaliser le parti national-socialiste. Gereon et Charlotte se réconcilient. 

### Épisode 7
Wendt entre en possession des négatifs de Katelbach et les brûle. Gereon fait un cauchemar dans lequel le Dr Schmidt utilise la pervitine sur lui comme test pour le médecin et tue un autre homme au cours d'un combat. Weintraub avoue à Esther qu'il a fait assassiner l'Arménien, après que celui-ci ait d'abord tenté de le tuer ; Esther le quitte. Une série de meurtres criminels secoue Berlin et la brigade criminelle reçoit une caisse contenant le corps de Hugo le Rouge. Gereon suit la caisse jusqu'à un entrepôt abandonné où il découvre le corps d'un autre chef du crime, Robert le Rat, ainsi que Edgar Kasabian, vivant, qui a orchestré le chaos dans la pègre berlinoise. L'Arménien demande à Gereon de servir d'intermédiaire pour une conférence de paix entre les dirigeants de la pègre de Berlin. Si Gereon le fait, l'Arménien promet de tuer le Dr Schmidt et de soustraire ainsi Gereon à son contrôle. 
Nyssen demande à Jacob Grün de faire une copie du Rothschild bleu afin qu'il puisse l'échanger contre la liberté d'Helga et de sa mère, mais Grün affirme qu'il est impossible de reproduire la pierre précieuse. Gold et Jacob Grün tentent de se rencontrer dans un restaurant pour parler de l'enlèvement des femmes pour le compte du Rothschild bleu. En tant que Juifs, l'entrée du restaurant leur est refusée par des nazis présents, dont le juge Dr Voss. 

### Épisode 8
Avec l'aide de Charlotte et Gereon, Litten, Malu et Behnke parviennent à obtenir de première main un document prouvant le réarmement de la Reichswehr noire. Gräf prend des photos de Wendt en train de faire l'amour avec Arndt sur le lieu de rencontre homosexuel dans le parc, et Gereon fait chanter Wendt pour obtenir la libération de Stennes. Au Moka Efti, Stennes et Gereon fomentent une bagarre entre les partisans SA de Stennes et des membres de la SS. 

### Épisode 9
Kulanin exige de Malu le document de la Reichswehr pour les services secrets soviétiques. Sachant que sa remise condamnerait Katelbach et Heynmann, MaLu refuse et Kulanin le lui prend de force. Le camion emmène Charlotte au Sonnenberg, où la Main Blanche organise des procès-spectacles et des exécutions. Elle y rencontre sa sœur Toni et Renate. Renate s'échappe et appelle Gereon à l'aide, tandis que Kuschke trouve et attaque Toni et Charlotte, qui le tuent et barricadent les membres de la Main blanche dans leur salle d'audience jusqu'à l'arrivée de la police pour tous les arrêter. 

### Épisode 11
Pensant que c'était prémédité, la presse et ses collègues officiers font l'éloge de Gereon comme d'un héros qui a organisé la mort des éléments criminels de Berlin. Nyssen et Helga apprennent que le testament de Mme Nyssen prévoit l'enterrement de son corps. Ils fouillent l'épave de la péniche, mais ne trouvent pas de corps. Sans elle, ils ne pourront pas hériter de sa fortune pendant dix ans. Wendt interroge Malu sur son assassin présumé ; elle nomme Kulanin au lieu de Völcker. Wendt avertit le général Seegers que sa fille pourrait être punie pour trahison, et ils en concluent que Kulanin cherchait probablement des informations sur le programme de missiles de Nyssen. Wegener s'approche de Grün et lui demande d'organiser un rendez-vous avec Gold. Là, Wegener avoue que Mme Nyssen a volé la pierre précieuse à Odessa en 1915, puis a fait couler le bateau qui transportait le père de Gold et M. Nyssen, un bon vivant dont l'incompétence commerciale mettait sa fortune en danger. Il rend le Bleu Rothschild à  Gold. Esther se rend sur la tombe de son mari avant de se préparer à partir pour Hollywood. Il apparaît et la fustige pour être sortie avec Weintraub après sa prétendue mort. Il la quitte ensuite en jurant d'emmener leurs enfants avec lui. 

### Épisode 12
La révolte de Stennes commence par l'occupation du siège du NSDAP à Berlin. Stennes est averti de l'infiltration de Gereon par Moritz et exige que Gereon exécute un fonctionnaire du parti qui tente d'appeler Wendt. Gereon refuse et est emprisonné, mais Moritz change d'avis et aide son oncle à repousser ses ravisseurs et à s'enfuir. Wendt mobilise tous les loyalistes SS disponibles, armés d'armes fournies par la police, et ils reprennent le contrôle du bâtiment. 
Nyssen et Helga organisent des funérailles pour sa mère. Gold remet le Rothschild Bleu à Jacob Grün pour qu'il soit utilisé par la communauté juive de Berlin. Désillusionnés par la vie à Berlin et liés par un traumatisme commun, Moritz et Toni s'enfuient ensemble et font du stop en direction de l'Ouest. 
Kulanin se prépare à quitter Berlin à bord du Graf Zeppelin et est arrêté sur ordre de Wendt. Wendt vient interroger Kulanin, mais constate que les Américains lui ont accordé l'immunité diplomatique. Kulanin, Gold et Esther se rendent à New York en compagnie de Malu, qui s'est cachée en tant que passagère clandestine. Malu vole les documents de la Reichswehr et les parachute à Völcker, qui veut les emmener à Moscou.